# Streblus glaber
Streblus glaber är en mullbärsväxtart. Streblus glaber ingår i släktet Streblus och familjen mullbärsväxter.

## Underarter
Arten delas in i följande underarter:
- S. g. australiensis
- S. g. glaber
- S. g. urophyllus